# The Private Life of a Masterpiece
The Private Life of a Masterpiece è un programma in lingua inglese, sottotitolato, le cui puntate sono visibili sul portale Rai Educational de ilD.
È costituito da tre documentari nei quali vengono analizzati in dettaglio, attraverso interviste a diversi esperti, altrettanti capolavori artistici: l'Ultima Cena di Leonardo da Vinci, il Cristo di San Giovanni della Croce di Salvador Dalí e la Resurrezione di Piero della Francesca.